# Guam National Olympic Committee
Das Guam National Olympic Committee ist das Nationale Olympische Komitee von Guam. 

## Geschichte
Das NOK wurde 1976 gegründet und 1986 vom Internationalen Olympischen Komitee anerkannt. Seit 1991 ist Ricardo Blas der Präsident des Verbandes.